# Echidnophaga perilis
Echidnophaga perilis är en loppart som beskrevs av Jordan 1925. Echidnophaga perilis ingår i släktet Echidnophaga och familjen husloppor. Inga underarter finns listade i Catalogue of Life.